# Dolichopeza (Dolichopeza) geometrica
Dolichopeza (Dolichopeza) geometrica is een tweevleugelige uit de familie langpootmuggen (Tipulidae). De soort komt voor in het Australaziatisch gebied.